# كأس الأمير 2013–14
كأس أمير الكويت لموسم 2014/2013 ، هي النسخة 51 من بطولة كأس الأمير التي فاز بها نادي الكويت.
أقيمت المباراة النهائية في يوم الثلاثاء 6 مايو 2014، و استطاع نادي الكويت الفوز على نادي القادسية بالمباراة بنتيجة 4-3 بضربات الجزاء بعد ما انتهى الوقت الأصلي بالتعادل 1-1 سجلها كل من اللاعب بدر المطوع من طرف القادسية، و روجيرو كوتينيو من طرف الكويت. وحصل نادي الكويت على اللقب العاشر في تاريخه.

## الدور الأول
| نادي اليرموك | الوقت الأصلي 1 - 1 ضربات جزاء 4-5 | نادي التضامن |
| ------------ | --------------------------------- | ------------ |
|              | تقرير                             |              |

| نادي الساحل       | 1 - 0 | نادي خيطان |
| ----------------- | ----- | ---------- |
| محمد أحمد العازمي | تقرير |            |

## الدور الثاني
| نادي اليرموك | 2 - 0 | نادي الشباب |
| ------------ | ----- | ----------- |
|              | تقرير |             |

| نادي كاظمة | 0 - 1 | نادي الساحل |
| ---------- | ----- | ----------- |
|            | تقرير |             |

## الدور الثالث
| نادي اليرموك | 0 - 2 | نادي الفحيحيل |
| ------------ | ----- | ------------- |
|              | تقرير |               |

| نادي الساحل | 0 - 1 | نادي السالمية |
| ----------- | ----- | ------------- |
|             | تقرير |               |

### الربع النهائي
مباريات الذهاب
| نادي السالمية | 0 - 1 | نادي الكويت      |
| ------------- | ----- | ---------------- |
|               | تقرير | جواد نيكونام 94' |

| نادي النصر | 2 - 0 | نادي الجهراء                            |
| ---------- | ----- | --------------------------------------- |
|            | تقرير | باسكال أنغان 6' · عصام فايل السناني 58' |

| نادي الفحيحيل      | 1 - 3 | نادي القادسية                                                  |
| ------------------ | ----- | -------------------------------------------------------------- |
| توميسلاف لافيتش 9' | تقرير | سعود عبد العزيز المجمد 24' · بدر المطوع 75' · أحمد الظفيري 83' |

| نادي الصليبيخات | 0 - 1 | النادي العربي    |
| --------------- | ----- | ---------------- |
|                 | تقرير | محمود المواس 29' |

مباريات الإياب
| نادي القادسية  | 1 - 0 | نادي الفحيحيل |
| -------------- | ----- | ------------- |
| بدر المطوع 32' | تقرير |               |

| النادي العربي                 | 2 - 1 | نادي الصليبيخات |
| ----------------------------- | ----- | --------------- |
| علي مقصيد 38' فهد الرشيدي 80' | تقرير | مشعل ذياب 70'   |

| نادي الكويت                      | 2 - 1 | نادي السالمية       |
| -------------------------------- | ----- | ------------------- |
| شادي الهمامي 71' · عصام جمعة 93' | تقرير | حمد نايف العنزي 65' |

| نادي الجهراء           | 5 - 1 | نادي النصر                                                          |
| ---------------------- | ----- | ------------------------------------------------------------------- |
| عبدالرحمن فهد باني 55' | تقرير | كارلوس فينيسيوس 24' 62' · فيصل زايد الحربي 45' 81' · سعد الوليد 86' |

### نصف النهائي
مباريات الذهاب
| نادي القادسية | 0 - 0 | النادي العربي |
| ------------- | ----- | ------------- |
|               | تقرير |               |

مباريات الإياب
| النادي العربي | الوقت الأصلي 0 - 0 ضربات جزاء 2-0 | نادي القادسية |
| ------------- | --------------------------------- | ------------- |
|               | تقرير                             |               |